# Difflugia

Difflugia é o género de maior tamanho das Arcellinida, um dos grupos de amoebozoas Tubulinea. As espécies de arcelínidos formam conchas ou testas a partir de partículas minerais ou de elementos de origem biológica (por exemplo frústulas de diatomáceas), pelo que se denominam de amebas testadas. As Difflugia são especialmente comuns em pântanos e outros habitats de água doce.
As partículas utilizadas para formar a sua concha são recolhidas pelas amebas directamente do seu entorno ou das suas presas. Durante a divisão celular estes elementos passam para dentro das células-filhas, onde são formados e colados por um cimento orgânico em forma de lâmina. A testa possui uma só abertura terminal, chamada pseudostoma. A forma da testa varia de esférica a alongada, por vezes com ornamentações como cornos ou um colar, ou ambos, como na espécie Difflugia corona.
Difflugia utiliza pseudópodes para se locomover e capturar as suas presas. A maioria das espécies de Difflugia são heterótrofos, que se alimentam de matéria orgânica ou de vários microorganismos que capturam. Porém, existe algumas espécies que contém algas endosimbióticas e são, portanto, mixotróficas, ou seja, combinam a autotrofia e a heterotrofia.
Os estudos filogenéticos moleculares indicam que o género Difflugia não é monofilético. A definição do género é controversa e futuras investigações muito provavelmente levaram a mudanças da taxonomia geral deste grupo.
Parte deste artigo incorpora texto em domínio público de: Chisholm, Hugh, ed. (1911). "Difflugia". Encyclopædia Britannica (11ª ed.). Cambridge University Press.